# التطور المتلازم
التطور المتلازم يشير هذا المصطلح إلى الطريقة التي تتفاعل وتؤثر بها الفصائل التي تعيش بالنظام البيئي نفسه على التنمية المتواصلة لذاتها ولمن حولها , واستخدم هذا المصطلح في دراسات العولمة ليشير إلى الطريقة التي يتفاعل بها الأخصائيون الاجتماعيون ويغير بعضهم البعض مثل التغيرات في المشهد الثقافي بسبب التدفقات العالمية،
(وقد يستخدم هذا المصطلح ليشير إلى مفهوم ديكون (Deacon,1997) للغة وتطور المخ معًا.